# 騷亂時節的少女們。
《騷亂時節的少女們。》是由岡田麿里原作、繪本奈央作畫的日本漫画作品。於《別冊少年Magazine》（講談社）2017年1月號（2016年12月9日發售）開始連載，2019年10月號完結。描述隸屬文藝社的5名女子高中生對於性感到十分苦惱的樣子。

## 劇情簡介
小野寺和纱等5人女高中生组成的文艺部，某一天她们正在谈论“死前想要做的事情”这一话题时，部员之一菅原新菜说出了一句话，使五名少女从瞬间开始，为“性”所苦。

## 登場人物
小野寺和紗（配音：河野日和；演員：山田杏奈）
身高156cm，A型血，平凡的高中二年級女生，文藝社成员，中學时因為青梅竹馬泉太受學校女生歡迎，而遭到愛慕泉的女生們嫉妒進而排擠，從此開始了黑暗的學校生活，因此雖然喜歡泉卻不敢告白。被評價為「土氣」。文藝社关于性的大騷動的受害者，一度為此所苦。在文化祭上被泉表白開始與泉交往。
須藤百百子（配音：麻倉桃；演員：畑芽育）
身高156cm，AB型血，文藝社成员，高中二年級。和紗的好朋友，洋娃娃一樣輕飄飄的女孩子，對愛情比較遲鈍。
菅原新菜（配音：安濟知佳；演員：玉城蒂娜）
身高160cm，B型血，文藝社成員，高中二年級。學校的人氣美女，小時候當過童星。性格充滿神秘感，常常语出惊人，由於一句關於「性」的討論，引發文藝社的關於性的大騷動。之後開始喜歡泉，下定決心要與已經開始和泉交往的和紗競爭。
曾根崎里香（配音：上坂堇；演員：横田真悠）
身高170cm，O型血，文藝社社長，唯一高中三年級生。帶著眼鏡，性格尖锐認真，認為「性」應是藝術的描述，對真實的兩性關係比较排擠。打扮樸素，身材高挑苗條，但其實長得很可愛，在打理外型後人緣漸漸變好。被天城駿表白時要求對方寫50頁報告給自己，之後兩人開始交往。
本鄉一葉（配音：黑澤朋世；演員：田中珠里）
身高141cm，B型血，文艺部成员，高中二年級。夢想成为作家，敢於為夢想獻身，行事果斷，但在方向上有點問題。為了彌補經驗的缺乏無法寫出具有真實感的場景，而使用網路聊天室與人聊激情內容。曾與網路交友想進一步與對方發生關係，但當天發現該名網友竟是同校老師，進而抓到老師把柄，老師也就被威脅著當了文藝社的顧問，而文藝社免於被學校廢社的命運。後喜歡上山岸，感情卻不被對方接受。
典元泉（配音：土屋神葉、柴田芽衣（幼少期）；演員：井上瑞稀）
跟和紗是青梅竹馬的男生，高中二年級。小时候被和紗當弟弟般看待，由于外貌帥氣而被學校的女生愛慕。鐵道宅，心思細膩，喜歡和紗，知道和纱被排擠而刻意保持距離来避免和紗難堪，藉此保護她不被其他女生欺負。曾偶然被和紗目擊邊聽著「train-train」邊看A片自慰。
天城駿（配音：廣瀨裕也；演員：前田旺志郎）
曾根崎同班同學。稱讚曾根崎可愛並喜歡曾根崎。被曾根崎要求自己寫50頁報告給對方，之後兩人開始交往。
十條園繪（配音：戶松遙）
曾根崎同班女生，原先與她互看不順眼，但在對方改變外型後開始與其交好。文化祭過後因意外懷孕被學校退學。
山岸知明（配音：福山潤；演員：古川雄輝）
國語老師。和本乡在网上聊天室聊激情内容，在相约线下见面时被本乡认出，受到本鄉的威脅，在廢社危機中擔任文藝社顧問。後被本鄉喜歡上，但拒絕接受她的情感。

## 宣傳活動
此為單行本1卷發售紀念，「性的替代詞」（セックスの代わりになる言葉）在Twitter上舉辦，參與活動並登入送複製原畫為禮物的宣傳活動。

## 出版書籍
| 冊數 | 講談社        | 講談社                 | 東立出版社     | 東立出版社             | 收錄                                |
| 冊數 | 發售日期      | ISBN                   | 發售日期       | ISBN                   | 收錄                                |
| ---- | ------------- | ---------------------- | -------------- | ---------------------- | ----------------------------------- |
| 1    | 2017年4月7日  | ISBN 978-4-06-395905-5 | 2019年5月17日  | ISBN 978-957-26-3111-9 | 第1～4回                            |
| 2    | 2017年8月9日  | ISBN 978-4-06-510108-7 | 2019年6月14日  | ISBN 978-957-26-3112-6 | 第5～8回                            |
| 3    | 2017年12月8日 | ISBN 978-4-06-510546-7 | 2019年9月16日  | ISBN 978-957-26-3113-3 | 第9～12回                           |
| 4    | 2018年4月9日  | ISBN 978-4-06-511203-8 | 2019年10月18日 | ISBN 978-957-26-3114-0 | 第13～16回                          |
| 5    | 2018年8月9日  | ISBN 978-4-06-512182-5 | 2019年11月25日 | ISBN 978-957-26-3115-7 | 第17～19回、番外篇                  |
| 6    | 2018年12月7日 | ISBN 978-4-06-513480-1 | 2021年3月11日  | ISBN 978-957-26-3116-4 | 第20～23回                          |
| 7    | 2019年7月9日  | ISBN 978-4-06-515723-7 |                |                        | 第24～27回                          |
| 8    | 2019年10月9日 | ISBN 978-4-06-516789-2 |                |                        | 第28～29回、最終回前/後篇、Epilogue |

公式書
| 標題 | 講談社        | 講談社                 |
| 標題 | 發售日期      | ISBN                   |
| ---- | ------------- | ---------------------- |
|      | 2020年11月9日 | ISBN 978-4-06-512182-5 |

## 電視動畫
2019年7月由每日放送「Animeism」頻道放送。

### 製作團隊
- 原作：岡田麿里、絵本奈央[13]
- 監督：安藤真裕、塚田拓郎[13]
- 脚本：岡田麿里[13]
- 人物設計、總作畫監督：石井香織[13]
- 美術監督：中久木孝將、中尾陽子[13]
- 色彩設計：山崎朋子[13]
- 攝影監督：長田雄一郎[13]
- 音響監督：郷文裕貴[13]
- 編輯：高橋步[13]
- 音樂：日向萌[13]
- 動畫製作人：米内則智[13]
- 動畫製作：Lay-duce[13]

### 主題曲
該動畫的片頭和片尾樂曲創作者皆為HoneyWorks。
片頭曲
作詞、作曲、編曲：HoneyWorks，主唱：CHiCO with HoneyWorks
片尾曲
作詞、作曲、編曲：HoneyWorks，主唱：麻倉桃
插入曲
「TRAIN-TRAIN」（第1話）
作詞、作曲、編曲：真島昌利，主唱：THE BLUE HEARTS
「お前の股ぐら」（第4話）
作詞、作曲： ZERRY・TOPPI ，主唱：THE TIMERS
「恋人ツナギ」（第8話）
作詞、作曲、編曲： HoneyWorks ，主唱： CHiCO with HoneyWorks
「チェインギャング」（第10話）
作詞、作曲：真島昌利 ，主唱：THE BLUE HEARTS

### 各話列表
| 話數     | 日文標題       | 中文標題               | 劇本     | 分鏡              | 演出                         | 作畫監督                                                                               |
| -------- | -------------- | ---------------------- | -------- | ----------------- | ---------------------------- | -------------------------------------------------------------------------------------- |
| 第一話   |                | 豬肉味噌湯的味道       | 岡田麿里 | 塚田拓郎          | 塚田拓郎                     | 佐古宗一郎                                                                             |
| 第二話   |                | SE叉                   | 岡田麿里 | 安藤真裕          | 吉田徹                       | 中野友貴                                                                               |
| 第三話   |                | 巴士瓦斯爆炸           | 岡田麿里 | 安藤真裕          | 熊膳貴志                     | 大庭小枝、納武史 佐古宗一郎、福島陽子                                                  |
| 第四話   |                | 書本的存在             | 岡田麿里 |                   | 塚田拓郎 濱田翔太            | 中野                                                                                   |
| 第五話   |                | 在我不知不覺間改變的事 | 岡田麿里 | 安藤真裕          | 深瀨重                       | 志賀道憲、二宮奈那子                                                                   |
| 第六話   |                | 少女在森林之中         | 岡田麿里 | 沖田宮奈          | 黑瀨大輔                     | 小宮山和也、岡田由起子                                                                 |
| 第七話   |                | 搖動過後               | 岡田麿里 | 安藤真裕          | 酒井原美樹                   | 納武史、大庭小枝 工藤糸織、二宮奈那子 福島陽子                                         |
| 第八話   | Legend of Love | 戀愛傳說               | 岡田麿里 | 塚田拓郎          | 藏本穗高                     | 佐古宗一郎、中野                                                                       |
| 第九話   |                | 血紅石蒜               | 岡田麿里 | 安藤真裕          | 堺隼人                       | 中野友貴                                                                               |
| 第十話   |                | 洞                     | 岡田麿里 | 熊膳貴志 安藤真裕 | 熊膳貴志                     | 大庭小枝、佐古宗一郎                                                                   |
| 第十一話 |                | 男女交往禁令           | 岡田麿里 | 安藤真裕          | 小林孝嗣                     | 岡田由起子、二宮奈那子 佐古宗一郎、福島陽子 藤田正幸                                   |
| 第十二話 |                | 少女心的種種           | 岡田麿里 | 安藤真裕          | 安藤真裕 塚田拓郎 酒井原美樹 | 小见山和也、永作友克 井上和俊、石井香織 大庭小枝、熊膳貴志 藤田正幸、納武史 二宮奈那子 |

### 藍光&DVD
| 卷數 | 發售日期       | 收錄話數       | 規格編號  | 規格編號  |
| 卷數 | 發售日期       | 收錄話數       | 藍光版    | DVD版     |
| ---- | -------------- | -------------- | --------- | --------- |
| 1    | 2019年9月27日  | 第1話－第3話   | DMPXA-036 | DMPBA-058 |
| 2    | 2019年10月25日 | 第4話－第6話   | DMPXA-037 | DMPBA-059 |
| 3    | 2019年11月29日 | 第7話－第9話   | DMPXA-038 | DMPBA-060 |
| 4    | 2019年12月27日 | 第10話－第12話 | DMPXA-039 | DMPBA-061 |

### 播放電視台
日本深夜動畫：下文記載的日本国内播放時間使用日本標準時間（UTC+9）表示。因為部分時間标识會採用30小时制，因此請留意这类超过24:00的时间，其實際播放時間為翌日清晨。
| 播放地區   | 播放電視台 | 播放日期              | 播放時間                  | 備註        |
| ---------- | ---------- | --------------------- | ------------------------- | ----------- |
| 近畿廣域圈 | 每日放送   | 2019年7月5日－9月20日 | 星期五 26時25分－26時55分 |             |
| 關東廣域圈 | TBS電視台  | 2019年7月5日－9月20日 | 星期五 26時25分－26時55分 |             |
| 日本全國   | BS-TBS     | 2019年7月6日－9月21日 | 星期六 25時30分－26時00分 | BS/BS4K放送 |
| 日本全國   | AT-X       | 2019年7月8日－9月23日 | 星期一 22時30分－23時00分 | CS放送      |

| 播放地區                                                           | 播放電視台 | 播放日期               | 播放時間（UTC+8） | 所屬聯播網 | 字幕語言               | 備註                                                                                               |
| ------------------------------------------------------------------ | ---------- | ---------------------- | ----------------- | ---------- | ---------------------- | -------------------------------------------------------------------------------------------------- |
| 东南亚国家联盟 · 印度 · 不丹 · 孟加拉国 · 尼泊尔 · 臺灣地區 · 香港 | YouTube    | 2020年7月6日 - 9月20日 | 不定期            | 網路電視   | 簡體中文 繁體中文 英文 | （页面存档备份，存于）& （页面存档备份，存于）&HK （页面存档备份，存于）&TW （页面存档备份，存于） |

## 電視劇
2020年7月，宣布將會改編為真人版電視劇。《別冊少年Magazine》2020年8月號宣布真人電視劇化，於2020年9月8日開始播出。
台灣由friDay影音同步跟播。

### 製作人員
- 原作：《騷亂時節的少女們。》（講談社《別冊少年Magazine》連載）／原作：岡田麿里／漫畫：繪本奈央
- 監督：酒井麻衣、井樫彩、水波圭太
- 劇本：岡田麿里
- 製作：C&I Entertainment
- 製作：Culture Entertainment、MBS

### 演員列表
- 小野寺和紗：山田杏奈
- 菅原新菜：玉城蒂娜
- 曾根崎莉香：橫田真悠
- 須藤百百子：畑芽育
- 本鄉一葉：田中珠里
- 典元泉：井上瑞稀（HiHi Jets）
- 天城駿：前田旺志郎
- 杉本悟：田川隼嗣
- 三枝久：鶴見辰吾
- 山岸知明：古川雄輝

### 歌曲
主題歌
主唱：三阪咲

## 外部連結
- 漫画
  - 講談社公式サイト「マガメガ」作品紹介ページ （页面存档备份，存于）（日語）
  - 荒ぶる季節の乙女どもよ。【公式】的X（前Twitter）（日語）
- 动画
  - TVアニメ『荒ぶる季節の乙女どもよ。』公式サイト （页面存档备份，存于）（日語）
  - 荒ぶる季節の乙女どもよ。【公式】的X（前Twitter）（日語）
- 电视剧
  - ドラマイズム『荒ぶる季節の乙女どもよ。』| MBS （页面存档备份，存于）（日語）
  - 荒ぶる季節の乙女どもよ。【ドラマイズム公式】的X（前Twitter）（日語）
  - 荒ぶる季節の乙女どもよ。【ドラマイズム公式】的Instagram帳戶（日語）